# Bela Palanka (općina)
Bela Palanka  (srpski: Општина Бела Паланка) je općina u Pirotskom okrugu u Srbiji. Središte općine je grad Bela Palanka.

## Stanovništvo
Prema popisu stanovništva iz 2002. godine općina je imala 14.381 stanovnika,

## Administrativna podjela
Općina Bela Palanka podjeljena je na jedan grad i 41 naselje.

### Gradovi
- Bela Palanka

### Naselja
Babin Kal,
Bežište,
Bukurovac,
Veta,
Vitanovac,
Vrandol,
Vrgudinac,
Glogovac,
Gornja Glama,
Gornji Rinj,
Gradište,
Divljana,
Dolac (naselje),
Dolac (selo),
Donja Glama,
Donja Koritnica,
Donji Rinj,
Draževo,
Klenje,
Klisura,
Kozja,
Kosmovac,
Kremenica,
Krupac,
Lanište,
Leskovik,
Ljubatovica,
Miranovac,
Miranovačka Kula,
Moklište,
Mokra,
Novo Selo,
Oreovac,
Pajež,
Sinjac,
Tamnjanica,
Telovac,
Toponica,
Crvena Reka,
Crveni Breg,
Crnče,
Čiflik,
Šljivovik,
Špaj.